# مايكل دورن
مايكل دورن (بالإنجليزية: Michael Dorn)‏ مواليد 9 ديسمبر 1952 في لولينغ، الولايات المتحدة، هو ممثل أمريكي بدأ مسيرته الفنية سنة 1976.

## الأعمال

### مسلسلات
- أيام حياتنا
- ستار تريك: الجيل التالي
- سوات كاتس: الأسطول الرائع
- الكراغل
- ستار تريك: ديب سبيس ناين
- كابتن سيميان
- سوبرمان
- أنا ويزل
- فرقة العدالة
- داك المراوغ
- ميغاس
- داني الشبح
- فاميلي غاي
- باتمان الجرأة والشجاعة
- هيروز
- وقت المغامرة
- كاسل
- نادي وينكس
- العرض العادي
- سلاحف النينجا
- السهم
- الأسد الحارس

### ألعاب فيديو
- مهمة حرجة
- فول أوت 2
- وورلد أوف ووركرافت
- ساينتس رو 2
- ماس إفكت 2
- فول أوت: فيغاس الجديدة
- ساينتس رو IV
- ماستر أوف أوريون

## روابط خارجية
- مايكل دورن على موقع IMDb (الإنجليزية)
- مايكل دورن على موقع روتن توميتوز (الإنجليزية)
- مايكل دورن على موقع ألو سيني (الفرنسية)
- مايكل دورن على موقع ميوزك برينز (الإنجليزية)
- مايكل دورن على موقع تيرنر كلاسيك موفيز (الإنجليزية)
- مايكل دورن على موقع أول موفي (الإنجليزية)
- مايكل دورن على موقع إن إن دي بي (الإنجليزية)
- مايكل دورن على موقع ديسكوغز (الإنجليزية)
- مايكل دورن على موقع قاعدة بيانات الفيلم (الإنجليزية)
- مايكل دورن على موقع كينوبويسك (الروسية)